# Río Káshinka

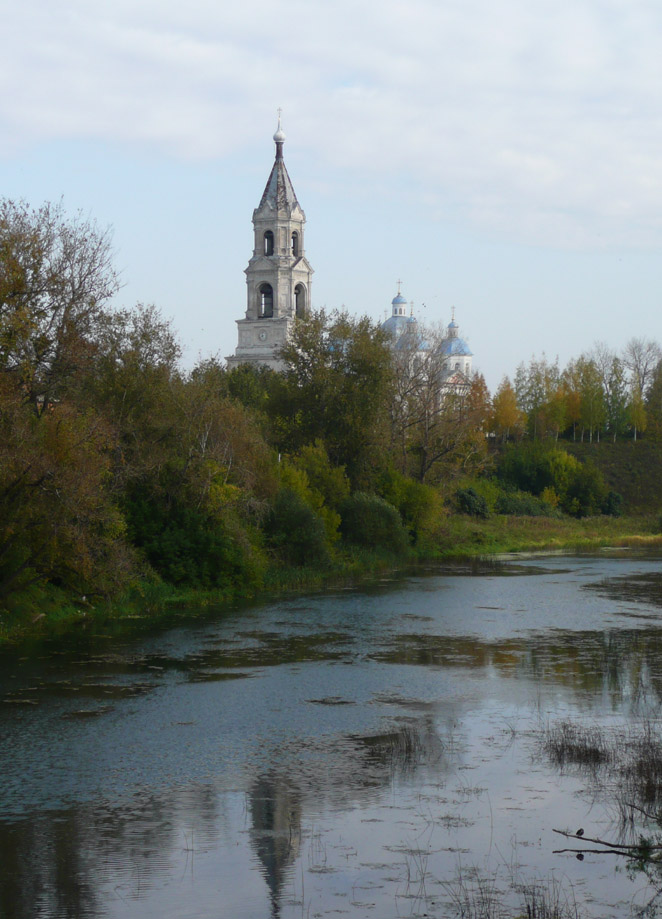
El río cerca de Kashin.

El Río Káshinka (del ruso: Ка́шинка) es un río de Rusia, afluente por la orilla izquierda del Volga.

## Geografía
Nace en las inmediaciones de los pueblos de Liskovo y Miakolovo del raión de Késova Gorá, en el nordeste del óblast de Tver. El Káchinka tiene una longitud de 128 km, con una cuenca hidrográfica de 661 km². El Káshinka desemboca en el Volga a la altura del embalse de Úglich, cerca de la ciudad de Kaliazin.
El Káshinka pasa por la ciudad de Kashin. Este río es un lugar popular para la natación y la pesca. El río discurre a través de zonas rurales, por un valle encajado en su curso superior.
Permanece congelado generalmente desde noviembre hasta abril, siendo navegable cuando no está cubierto de hielo en sus últimos 25 km.